# Gonomyia (Gonomyia) serendibensis
Gonomyia (Gonomyia) serendibensis is een tweevleugelige uit de familie steltmuggen (Limoniidae). De soort komt voor in het Oriëntaals gebied.